# Charlie Human
Charlie Human ist ein südafrikanischer Fantasyautor.

## Leben
Er hat einen Master-Abschluss in kreativem Schreiben. Sein Urban-Fantasy-Roman Apocalypse Now Now erschien 2013 bei Century. Die deutsche Fassung Apocalypse Now Now – Schatten über Cape Town erschien im November 2016 bei Fischer Tor. Eine Verfilmung durch die Drehbuchautorin und Regisseurin Terri Tatchell ist in Arbeit. Die Fortsetzung Kill Baxter erschien 2014 ebenfalls bei Century und auf Deutsch im Mai 2017 ebenfalls bei Tor Fischer. Charlie Human lebt und arbeitet in Kapstadt.

## Publikationen
- Apocalypse Now Now. Century (2013).
  - deutsch als: Apocalypse Now Now – Schatten über Cape Town. Fischer Tor, Frankfurt am Main 2016, ISBN 978-3-596-03498-7.
- Kill Baxter, Century (2014)
  - deutsch als: Kill Baxter - Showdown in Cape Town. Tischer Tor, Frankfurt am Main 2017, ISBN 978-3-596-03500-7.